# NHKニュースおはよう岡山
『NHKニュースおはよう岡山』（エヌエイチケイニュースおはようおかやま）は、NHK岡山放送局で放送されていた『NHKニュースおはよう日本』のローカルニュース番組。同番組の各放送局ローカルパート枠で放送されている。2011年5月23日に『おはよう日本』で番組デザインが更新されて以降、番組タイトルは『おはよう岡山』と漢字表記となっている。それ以前は『おはようおかやま』と平仮名表記であった。
番組のオープニングやテロップ等は、全国ニュースに準拠したBGM・デザインを使用している。

## 概要
岡山県向けに放送されていたが、2024年度から、放送枠全体が『NHKニュースおはようちゅうごく』（山陽ブロック対象・山陰ブロックで放送されている『おはよう山陰』を除く）で構成されるため、事実上2024年3月29日をもって終了した。

## 放送時間
※以下の時刻は全て日本時間（JST）
- 月曜 - 金曜 7:45 - 8:00
  - 祝日・年末年始は休止となり、代替として7:25 - 7:30（年末年始は7:15 - 7:20）に広島局から中国地方のニュース・気象情報を同時ネット。また、平日であっても春の大型連休の谷間や8月のお盆を含む2週間、年末年始（12月28日までと1月4日以降）は7:45 - 8:00枠全てが『NHKニュースおはようちゅうごく』の同時ネットとなるため休止となる。

## タイムテーブル
7時台
- 7:45 - オープニング・道路交通情報・鉄道情報・岡山県のニュース・天気予報（警報・注意報→今日の天気→予想気温→地域別ポイント予報→週間天気）
- 7:51 - 中国地方のニュース（ここからは広島放送局から『NHKニュースおはようちゅうごく』のタイトルで放送。『おはようひろしま』のキャスターが進行）
- 7:56 - 中国地方の気象情報（気象予報士：勝丸恭子）
- 7:59 - エンディング（番組のエンドテロップは広島市内の映像を映しながら「NHKニュースおはようちゅうごく制作・著作 NHK・広島」と表示）
- 8:00 - 番組終了『連続テレビ小説』に接続

## キャスター
- 原則として岡山放送局のアナウンサーが交替で担当（ただし『もぎたて!』メインキャスターの勝呂恭佑は原則として担当しない）。
  - まれに『おはようちゅうごく』も岡山放送局のアナウンサーが広島放送局に出張して担当する場合がある。